# Атацин
Атацин — білок, що належить до групи антимікробних пептидів, який багатий на гліцин та має масу близько 20 кДа. Активний проти грамнегативних бактерій.
Атацин вперше був виявлений у гемолімфі молі Hyalophora cecropia з родини Сатурнієві, але поширений у різних комах — від метеликів до плодових мушок.
Атацини різняться молекулярною масою від 20 до 23 кДа, ізоелектричною точкою від 5,7 до 8,3 та поділяються на 2 групи: лужні (позначаються літерами від A до D) та кислотні (E та F).
Ген, що кодує атацин E, був клонований у 1999 р.

## Дивіться також
Диптерицин, структурно споріднений антимікробний пептид.